# Mastophora leucacantha
Mastophora leucacantha är en spindelart som först beskrevs av Simon 1897.  Mastophora leucacantha ingår i släktet Mastophora och familjen hjulspindlar. Inga underarter finns listade i Catalogue of Life.